# Under Stars
Under Stars è il quarto album in studio della cantautrice scozzese Amy Macdonald, pubblicato il 17 febbraio 2017.

## Tracce
Testi di Amy Macdonald, Ben Parker e James Sims, eccetto dove indicato diversamente.
1. Dream On – 3:19
2. Under Stars – 3:41
3. Automatic – 3:15
4. Down by the Water – 3:26
5. Leap of Faith – 3:02 (Amy Macdonald)
6. Never Too Late – 4:06
7. The Rise & Fall – 3:13
8. Feed My Fire – 3:14
9. The Contender – 3:34
10. Prepare to Fall – 4:28 (Amy Macdonald)
11. From the Ashes – 3:36

## Classifiche
| Classifica (2017) | Posizione massima |
| ----------------- | ----------------- |
| Belgio (Fiandre)  | 21                |
| Belgio (Vallonia) | 18                |
| Nuova Zelanda     | 10                |
| Paesi Bassi       | 18                |
| Regno Unito       | 2                 |